# Jagt den Killer
Jagt den Killer ist ein US-amerikanisch-kanadisches Fernseh-Filmdrama, das von Eric Till 1992 inszeniert wurde. Es basiert auf der wahren Geschichte des Serienmörders John Wayne Gacy und schildert die Ermittlungen gegen ihn.

## Handlung
Detective Lt. Joe Kozenczak aus Des Plaines, Illinois ermittelt in der Mordsache Chris Gant (diese Person basiert auf dem echten Mordopfer Robert Piest). Der Teenager ist spurlos verschwunden, und Kozenczak verdächtigt den Geschäftsmann John Wayne Gacy. In der Gegend sind bereits etliche Teenager verschwunden. Als er Gacy schließlich festnimmt, wird sein Beweismaterial als unzureichend angesehen, und er muss diesen wieder freilassen. Gacy gilt zu alledem auch noch als angesehener Bürger der Stadt, was Kozenczaks Position nicht erleichtert. Gacy selbst beginnt ein Katz-und-Maus-Spiel mit der Polizei. In seiner Not greift Kozenczak sogar auf die Hilfe einer Wahrsagerin zurück, die ihn tatsächlich eine Leiche aufspüren lässt: Gacy hat von den 33 Mordopfern vier in einem Fluss entsorgt, und die Polizei findet eine dieser Leichen an einem Flussufer im Wald. Ein Polizist, der früher in einem Leichenschauhaus gearbeitet hat, verschafft sich unter falscher Identität Zugang zu Gacys Haus und berichtet von starkem Leichengeruch. Kozenczak lässt Gacys Haus durchsuchen und findet dort die Leichen bzw. Überreste von 29 jungen Männern. Gacy wird verhaftet, angeklagt und zum Tode verurteilt.

## Nominierungen für Fernsehpreise
Brian Dennehy wurde als bester Hauptdarsteller einer Mini-Serie für einen Emmy Award nominiert. Der Darsteller Michael Riley und der Regisseur Eric Till wurden jeweils für einen Gemini Awards nominiert.